# Андрусов Микола Іванович
Мико́ла Іва́нович Андру́сов (нар. 7 (19) грудня 1861, Одеса, Україна, Російська імперія — пом. 27 квітня 1924, Прага (Чехія) — геолог, знавець неогенових відкладів, палеоеколог. Дослідник Чорноморського басейну. Професор Юр'ївського і Київського (з 1905) університетів, академік.

## Життєпис
Народився в Одесі. Навчався в Новоросійському університеті (сьогодні — Одеський національний університет імені І. І. Мечникова) (Одеса).
Наукові інтереси майбутнього вченого сформувалися, зокрема, під впливом лекцій Іллі Мечникова. Після навчання М. Андрусова направили на дворічне наукове стажування в Європу (Німеччину, Францію, Італію). Повернувшись на батьківщину, вчений захистив дисертацію в Санкт-Петербурзькому університеті. З 1889 — в Одесі. Брав участь у розробці та здійсненні наукової експедиції, що відкрила дослідникам багато особливостей Чорноморського басейну.
Важливою віхою одеського періоду діяльності Андрусова стали підготовка та участь у Чорноморській глибоководній експедиції, яка відбулась у 1880 р. У своїй книжці 100 видатних імен України [Архівовано 31 березня 2018 у Wayback Machine.] Ігор Шаров зазначає, що експедиція одержала важливі наукові результати, зокрема, зробила два відкриття: на дні моря знайдені залишки післятретинної фауни каспійського типу і зараженість глибини сірководнем, що одразу пояснювало багато особливостей Чорноморського басейну. Праці Андрусова ще за його життя здобули всесвітнє визнання. У наступні десятиріччя ХХ століття його дослідження в галузі стратиграфії неогенових відкладень стали винятково актуальними, зокрема вони були базовими для пошуків нафти на Кавказі та у Причорномор'ї, лягли в основу подальшого вивчення морського седиментогенезу. Його праці, що були опубліковані у чотирьох томах, широко використовують сучасні спеціалісти різного профілю.
1889 одружився з донькою видатного археолога Генріха Шлімана (першовідкривача античної Трої) — Надією. Смерть тестя примусила знову покинути батьківщину. Андрусов відвідав Сорбонну, Загребський університет, взяв участь у З'їзді британських натуралістів.
Вчений викладав у Петербурзькому, Юр'євському (Тартуському) університетах. Його докторська дисертація була удостоєна Ломоносівської премії Російської Академії наук.
З 1905 Андрусов — професор Київського університету. З 1912 працював у Санкт-Петербурзькому Геологічному комітеті. 1914 — обраний дійсним членом Російської академії наук. 1918 — професор Таврійського університету.
Поштовхом до еміграції вченого стала трагічна смерть його сина — молодого вченого, учасника біологічної експедиції на Кольський півострів. 1920 — Андрусов разом з родиною жив у Парижі. З 1924 — у Празі.
Інший син вченого — Дмитро Андрусов (дійсний член Словацької Академії Наук) після смерті батька опублікував його працю «Післятретинна тирранська тераса в області Чорного моря».

### Основні біографічні віки
- 1896—1905 рр. — професор Юр'євського Університету
- 1905—1912 рр. — професор Київського Університету
- 1912—1914 рр. — професор Вищих жіночих курсів у Петербурзі і співробітник Геологічного комітету
- 1914—1918 рр. — директор Геологічного музею Петроградської АН
- 1918—1920 рр. — професор Таврійського Університету
- 3 1921 р. працював у лабораторіях Сорбонського (в Парижі) і Карлового (у Празі) університетів.

## Праці
Автор великої кількості праць з стратиграфії і палеонтології неогену і антропогену Кримсько-Кавказької та Закаспійської областей. Дані фауни і палеогеографії Андрусов використав при розробці детальної стратиграфічної схеми неогену Понтокаспійської області. Склав палеогеографічні карти Чорноморського басейну неогенового та антропогенового періодів.
Праці Андрусова складають епоху в стратиграфії, палеонтології, палеографії, палеоекології, океанології. Вони дали змогу розробити детальну стратиграфію неогенових відкладень Понто-Каспійської області, яка й досі є неперевершеним зразком щодо чіткості та точності підрозділів. Подальші роботи лише деталізували закладену в цих схемах раціональну основу. Плідність спадщини Андрусова вплинула і на практику відкриття родовищ нафти на нових територіях. Досліджував природу Причорномор'я. Склав перший геологічний опис Керченського півострова. 1890 року взяв участь в експедиції у Чорне море. Її результати стосувалися фізичної географії океану — температури, густини, солоності води тощо. Тоді було відкрито зараженість глибинних вод Чорного моря сірководнем. Читав лекції в різних університетах країни.
На честь Миколи Івановича названа Андрусова сопка на Керченському півострові.

Меморіальна дошка на честь Миколи Івановича Андрусова поруч з аудиторією, де він працював (в червоному корпусі університету імені Тараса Шевченка, вул. Володимирській, 60 у Києві)